# Caspary-Brauerei

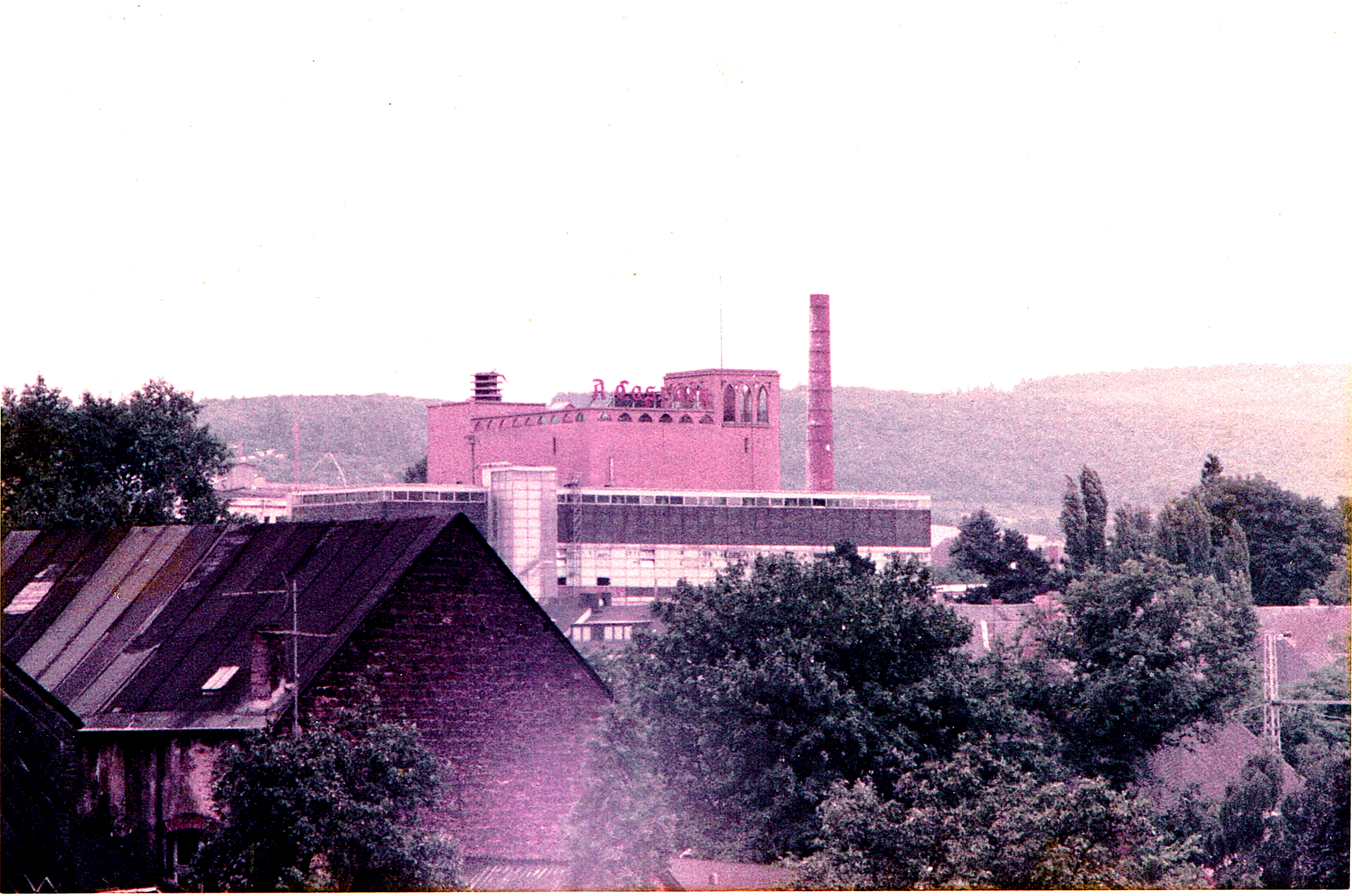
Bild der Brauerei kurz vor ihrem Abriss

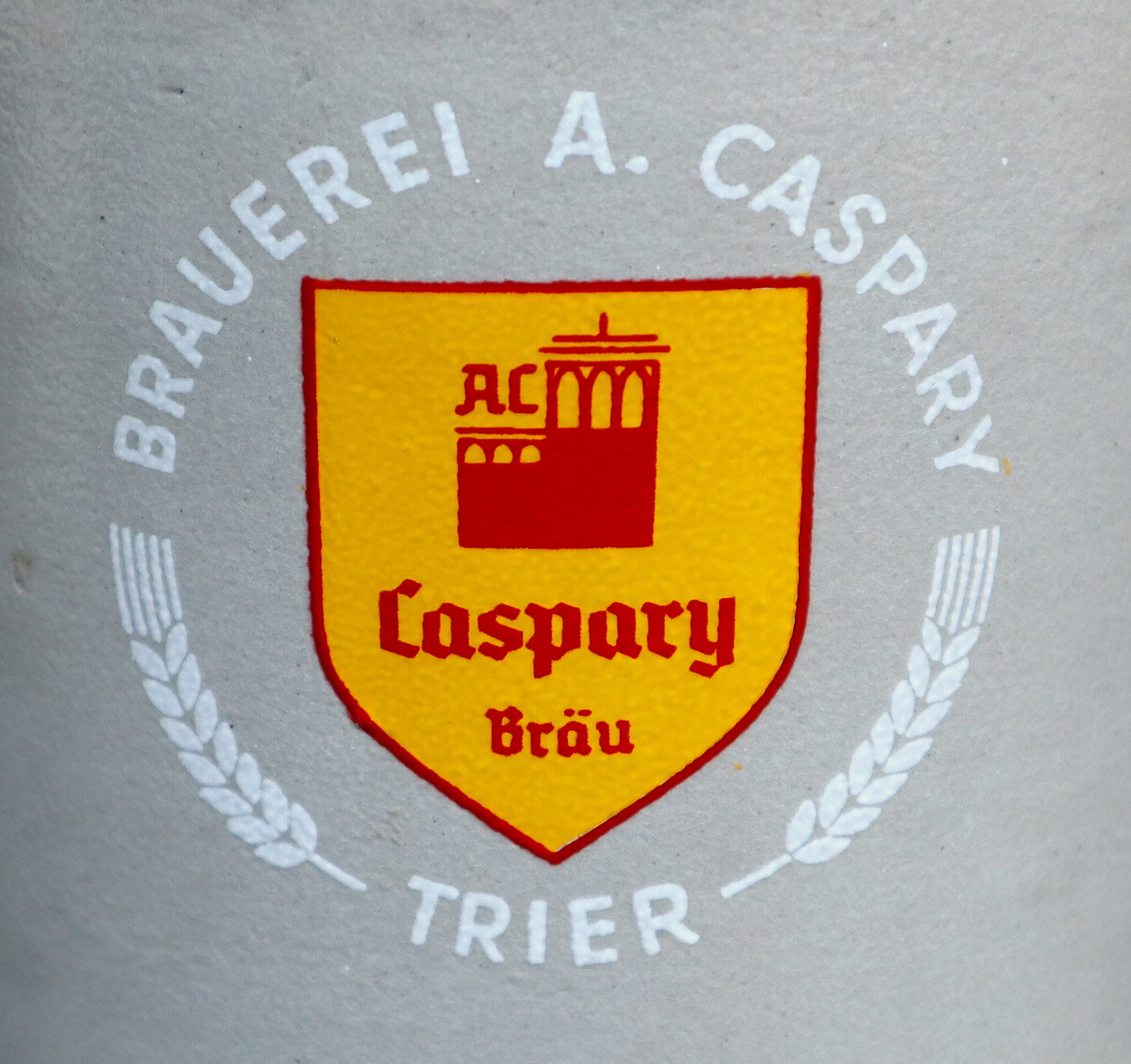
Logo (1950er Jahre)
auf einem Bierkrug

Die Caspary-Brauerei war eine Bierbrauerei in Trier.

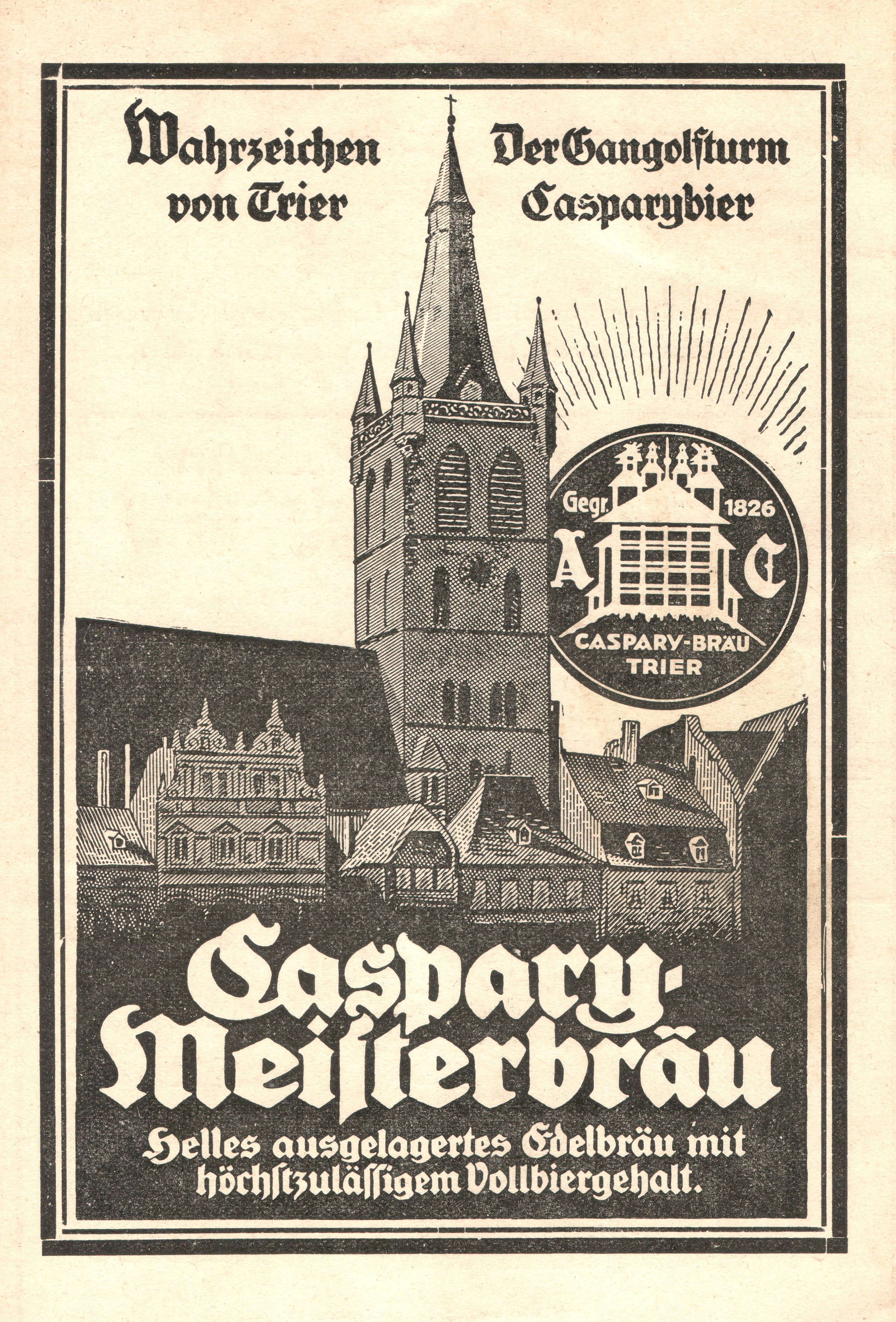
Werbung von 1929

## Geschichte
Der Gründer Johann Baptist Caspary (1796–1885) war in der Brauerei und Essigsiederei in Bernkastel tätig. Er gründete am 27. September 1826, einen Tag nach seiner Heirat mit Angelika Day, in der Krahnenstraße 680 Trier eine Brauerei.
1862 wurde in der Fahrstraße 13 – 14 die neue Brauereistätte mit Brauereiausschank in Betrieb genommen. Gleichzeitig übertrug Johann Baptist Caspary seinem Sohn Anton Caspary die Geschäftsführung. Anton Caspary lernte das Brauhandwerk bei verschiedenen Brauereien in der Bayrischen Pfalz, im Großherzogtum Baden und im Königreich Bayern. In München fand er eine Anstellung bei Stubenvoll Bräu München.
Die Brauerei wurde dank der hohen Nachfrage zu klein, also baute Anton Caspary in Trier-Heiligkreuz von 1873 bis 1875 ein neues Brauerei- und Mälzereigebäude. 1921 wurde die Brauerei in eine Kommanditgesellschaft umgewandelt. Die Caspary-Brauerei hatte 1925 einen Ausstoß von 93.000 Hektoliter.
1935 wurde die Brauerei in eine Gesellschaft mit beschränkter Haftung umgewandelt. Nach dem Krieg nahm sie 1948 erneut als Kommanditgesellschaft den Betrieb wieder auf, und 1973 bis 1977 wurde die Brauerei wieder eine GmbH.
Nach dem Verkauf 1978 an die zur Dr.-Oetker-Gruppe gehörende Binding-Brauerei wurde der Braubetrieb 1983 eingestellt. Heute befindet sich auf dem Brauereigelände ein Wohngebiet, lediglich die Straßennamen „Anton-Caspary-Straße“ und „Gambrinusstraße“ sowie der Name des Restaurants „Zum alten Brauhaus“ verraten noch, dass dort einmal eine Brauerei war.

## Brauereiausschank
- 1862 bis 1978 in der Fahrstraße 13. Im Krieg wurde das Gebäude beschädigt und danach neu gebaut.
- 1978 bis 1990 Brauereiausschank der Binding-Bier
- Heute ist es ein Restaurant.

## Eigentümer
- Johann Baptist Caspary (* 23. November 1796 - † 15. Januar 1885)
- Anton Caspary (* 25. Juli 1827 - † 25. Oktober 1896)
- Johann Baptist II. Caspary (* 6. August 1862 - † 19. Februar 1931)
- Anton Caspary (* 19. November 1895 - † 5. Februar 1975)
- Dr. Rudolf Caspary (* 22. Dezember 1897 - † 15. November 1989)

Das Grabmal der Familie befindet sich auf dem Trierer Hauptfriedhof.